# UTC+11:30
UTC+11:30とは、協定世界時を11時間30分進ませた標準時である。2015年現在、採用している地域はない。

## 歴史
1868年11月2日、ニュージーランドは New Zealand Mean Time (NZMT) を制定した。東経172度30分の経度に基づき、グリニッジ標準時に対して+11:30とされた。1909年から夏時間（南半球）が採用されたが、1941年に通年+12となった。
かつてはノーフォーク島（オーストラリア領）で採用されていたが、2015年10月8日にUTC+11へ移行した。